# Petr Fiala (malíř)
Petr Fiala (* 21. října 1969 České Budějovice) je český malíř a grafik.

## Život
V letech 1995 až 2002 studoval na AVU Praha, kde od roku 2002 působí jako asistent. Jeho volná tvorba navazuje na tradiční evropskou i českou malbu. Obrazové příběhy, které vytváří, často nejsou zakotveny v prostoru ani času, nesnaží se reagovat na aktuální společenské dění. Směřuje k nadčasovosti a intimitě. Poodhaluje skrytá zákoutí přírody, tajemství života.